# Uefa Champions League 1992/1993
Uefa Champions League 1992/1993 var den första säsongen av Uefa Champions League, de 37 föregående säsongerna hade turneringens namn varit Europacupen för mästarlag.
Gruppspel, vilket testats i Europacupen 1991/1992, användes och där spelade de åtta vinnarna från andra omgången i två grupper, där segrarna möttes i final. Ett tillagt kvalspel krävdes då detta var första säsongen efter att Sovjetunionen och Jugoslavien splittrats, vilket innebar att flera länder ville delta och låta sina mästare spela i turneringen.
Turneringen vanns av Marseille, Frankrike som finalslog AC Milan, Italien med 1–0 i München den 26 maj 1993. Senare uppgifter klargjorde att Marseille varit inblandade i en skandal inom fotbollen i Frankrike, och förbjöds därför att delta i Uefa Champions League kommande säsong.

## Kvalspel

### Inledande kvalrunda
| Inledande kvalomgång – 8 deltagande klubblag | Inledande kvalomgång – 8 deltagande klubblag | Inledande kvalomgång – 8 deltagande klubblag | Inledande kvalomgång – 8 deltagande klubblag | Inledande kvalomgång – 8 deltagande klubblag |
| -------------------------------------------- | -------------------------------------------- | -------------------------------------------- | -------------------------------------------- | -------------------------------------------- |
| Lag 1                                        | Totalt                                       | Lag 2                                        | Möte 1                                       | Möte 2                                       |
| Shelbourne                                   | 1–2                                          | Tavriya Simferopol                           | 0–0                                          | 1–2                                          |
| Valletta                                     | 1–3                                          | Maccabi Tel Aviv                             | 1–2                                          | 0–1                                          |
| KÍ                                           | 1–6                                          | Skonto                                       | 1–3                                          | 0–3                                          |
| Olimpija Ljubljana                           | 5–0                                          | Norma                                        | 3–0                                          | 2–0                                          |

### Första omgången
| Första kvalomgången – 32 deltagande klubblag | Första kvalomgången – 32 deltagande klubblag | Första kvalomgången – 32 deltagande klubblag | Första kvalomgången – 32 deltagande klubblag | Första kvalomgången – 32 deltagande klubblag |
| -------------------------------------------- | -------------------------------------------- | -------------------------------------------- | -------------------------------------------- | -------------------------------------------- |
| Lag 1                                        | Totalt                                       | Lag 2                                        | Möte 1                                       | Möte 2                                       |
| IFK Göteborg                                 | 3–2                                          | Beşiktaş                                     | 2–0                                          | 1–2                                          |
| Lech Poznań                                  | 2–0                                          | Skonto                                       | 2–0                                          | 0–0                                          |
| Rangers                                      | 3–0                                          | Lyngby BK                                    | 2–0                                          | 1–0                                          |
| Stuttgart                                    | 04–4 (PO: 1–2)                               | Leeds United                                 | 3–0                                          | 1–4                                          |
| Slovan Bratislava                            | 4–1                                          | Ferencváros                                  | 4–1                                          | 0–0                                          |
| AC Milan                                     | 7–0                                          | Olimpija Ljubljana                           | 4–0                                          | 3–0                                          |
| Kuusysi Lahti                                | 1–2                                          | Dinamo Bucureşti                             | 1–0                                          | 0–2 (e.f.)                                   |
| Glentoran                                    | 0–8                                          | Marseille                                    | 0–5                                          | 0–3                                          |
| Maccabi Tel Aviv                             | 0–4                                          | Club Brugge                                  | 0–1                                          | 0–3                                          |
| Austria Wien                                 | 5–4                                          | CSKA Sofia                                   | 3–1                                          | 2–3                                          |
| Sion                                         | 7–2                                          | Tavriya Simferopol                           | 4–1                                          | 3–1                                          |
| Union Luxemburg                              | 1–9                                          | Porto                                        | 1–4                                          | 0–5                                          |
| AEK Aten                                     | 00003–3 (BM)                                 | APOEL                                        | 1–1                                          | 2–2                                          |
| PSV Eindhoven                                | 8–0                                          | Žalgiris Vilnius                             | 6–0                                          | 2–0                                          |
| Víkingur                                     | 2–5                                          | CSKA Moskva                                  | 0–1                                          | 2–4                                          |
| Barcelona                                    | 1–0                                          | Viking FK                                    | 1–0                                          | 0–0                                          |

### Andra omgången
| Andra kvalomgången – 16 deltagande klubblag | Andra kvalomgången – 16 deltagande klubblag | Andra kvalomgången – 16 deltagande klubblag | Andra kvalomgången – 16 deltagande klubblag | Andra kvalomgången – 16 deltagande klubblag |
| ------------------------------------------- | ------------------------------------------- | ------------------------------------------- | ------------------------------------------- | ------------------------------------------- |
| Lag 1                                       | Totalt                                      | Lag 2                                       | Möte 1                                      | Möte 2                                      |
| IFK Göteborg                                | 4–0                                         | Lech Poznań                                 | 1–0                                         | 3–0                                         |
| Rangers                                     | 4–2                                         | Leeds United                                | 2–1                                         | 2–1                                         |
| Slovan Bratislava                           | 0–5                                         | AC Milan                                    | 0–1                                         | 0–4                                         |
| Dinamo Bucureşti                            | 0–2                                         | Marseille                                   | 0–0                                         | 0–2                                         |
| Club Brugge                                 | 00003–3 (BM)                                | Austria Wien                                | 2–0                                         | 1–3                                         |
| Sion                                        | 2–6                                         | Porto                                       | 2–2                                         | 0–4                                         |
| AEK Aten                                    | 1–3                                         | PSV Eindhoven                               | 1–0                                         | 0–3                                         |
| CSKA Moskva                                 | 4–3                                         | Barcelona                                   | 1–1                                         | 3–2                                         |

## Gruppspel

### Grupp A
Grupp A bestod av lag från fyra nationer; Club Brugge från Brygge i Belgien, Marseille från Marseille i Frankrike, CSKA Moskva från Moskva i Ryssland samt Rangers från Glasgow i Skottland.
| Nr | Lag         | S | V | O | F | GM | IM | MS  | P |
| -- | ----------- | - | - | - | - | -- | -- | --- | - |
| 1  | Marseille   | 6 | 3 | 3 | 0 | 14 | 4  | +10 | 9 |
| 2  | Rangers     | 6 | 2 | 4 | 0 | 7  | 5  | +2  | 8 |
| 3  | Club Brugge | 6 | 2 | 1 | 3 | 5  | 8  | −3  | 5 |
| 4  | CSKA Moskva | 6 | 0 | 2 | 4 | 2  | 11 | −9  | 2 |

| Hemma \ Borta | Belgien | Ryssland | Frankrike | Skottland |
| Club Brugge   | —       | 1–0      | 0–1       | 1–1       |
| CSKA Moskva   | 1–2     | —        | 1–1       | 0–1       |
| Marseille     | 3–0     | 6–0      | —         | 1–1       |
| Rangers       | 2–1     | 0–0      | 2–2       | —         |

### Grupp B
Grupp B bestod av lag från fyra nationer; IFK Göteborg från Göteborg i Sverige, Porto från Porto i Portugal, 
PSV Eindhoven från Eindhoven i Nederländerna  samt AC Milan från Milano i Italien.
| Nr | Lag          | S | V | O | F | GM | IM | MS  | P  |
| -- | ------------ | - | - | - | - | -- | -- | --- | -- |
| 1  | AC Milan     | 6 | 6 | 0 | 0 | 11 | 1  | +10 | 12 |
| 2  | IFK Göteborg | 6 | 3 | 0 | 3 | 7  | 8  | −1  | 6  |
| 3  | Porto        | 6 | 2 | 1 | 3 | 5  | 5  | 0   | 5  |
| 4  | PSV          | 6 | 0 | 1 | 5 | 4  | 13 | −9  | 1  |

| Hemma \ Borta | Italien | Sverige | Portugal | Nederländerna |
| AC Milan      | —       | 4–0     | 1–0      | 2–0           |
| IFK Göteborg  | 0–1     | —       | 1–0      | 3–0           |
| Porto         | 0–1     | 2–0     | —        | 2–2           |
| PSV           | 1–2     | 1–3     | 0–1      | —             |

## Final
|             | 26 maj 1993 | Marseille       | 1 – 0           | AC Milan | Olympiastadion                                              |                                                             |
| 20:15 UTC+2 | 20:15 UTC+2 | Basile Boli 44′ | (1 – 0) Rapport |          | München Publik: 64 444 Domare: Kurt Röthlisberger (Schweiz) | München Publik: 64 444 Domare: Kurt Röthlisberger (Schweiz) |
| 20:15 UTC+2 | 20:15 UTC+2 |                 |                 |          | München Publik: 64 444 Domare: Kurt Röthlisberger (Schweiz) | München Publik: 64 444 Domare: Kurt Röthlisberger (Schweiz) |
| 20:15 UTC+2 | 20:15 UTC+2 |                 |                 |          | München Publik: 64 444 Domare: Kurt Röthlisberger (Schweiz) | München Publik: 64 444 Domare: Kurt Röthlisberger (Schweiz) |

## Övrigt
- AC Milan blev första lag att gå obesegrade genom gruppspelet i Uefa Champions League, sex vinster på sex matcher.
- Marseille blev första franska lag att vinna Uefa Champions League.

## Anmärkningslista
1. ↑  I mötet mellan Stuttgart och Leeds i första omgången, som slutade oavgjort, använde Stuttgart en spelare man inte fick använda i andra mötet (som Leeds vann med 4–1). Leeds tilldömdes segern och en playoff-match i Barcelona spelades där Leeds vann med 2–1.

### Webbkällor
Den här artikeln är helt eller delvis baserad på material från engelskspråkiga Wikipedia.